# Ducado de San Sava
El Ducado de San Sava (en latín: Ducatus Sancti Sabae, bosnio y croata: Voјvodstvo Svete Save, serbio cirílico: војводство Светог Саве) fue un señorío tardomedieval que existió en tiempos de la conquista otomana de los Balcanes. Los titulares del ducado fueron Esteban y su hijo Vladislao, de la familia Kosača.
El primer señor del territorio recibió el título de «vaivoda de San Sava» (llamado así por el primer patriarca serbio, San Sava). Su título en alemán —Herzog, duque— después le daría nombre a la región de la actual Herzegovina; el título hace que también se denomine al territorio Ducado de Herzegovina en las fuentes modernas, mientras que los otomanos lo llamaban Hersek Sancağı («Sanjacado de las tierras de los Herzog») o Sanjacado de Herzegovina.

## Historia
En un documento enviado al sacro emperador romano Federico III el 20 de enero de 1448, Stephen Vukčić Kosača se titulaba «vaivoda (duque, herzog) de San Sava» (Vojvoda svetog Save), «señor de Hum y Primorje» (gospodar Humski i Primorski) y «gran duque», y obligó al reino bosnio a reconocerlo como tal. El título «vaivoda de San Sava» comportaba considerable prestigio, pues las reliquias de Sava, que se encontraban en Mileševa, eran consideradas milagrosas por personas de todas las religiones cristianas de la región.
El 15 de febrero de 1444, Esteban firmó un tratado con Alfonso V de Aragón y Nápoles, en el que se hacía su vasallo a cambio de la ayuda del rey contra sus enemigos: el rey Esteban Tomás de Bosnia, el duque Ivaniš Pavlović y la República de Venecia. En el mismo tratado, Esteban prometió pagar un tributo regular a Alfonso en lugar del que hasta entonces había enviado al sultán otomano.
En 1451, Esteban atacó Ragusa y puso sitio a la ciudad. Anteriormente había sido nombrado noble de la ciudad que, en consecuencia, lo proclamó traidor. El gobierno de la ciudad costera ofreció una recompensa de quince mil ducados, un palacio valorado en dos mil ducados y un ingreso anual de trescientos ducados a cualquiera que lo matara, junto con la promesa de la nobleza hereditaria en Ragusa, como garantía añadida al posible asesino. Esteban se atemorizó tanto por la amenaza que finalmente levantó el sitio.
Esteban falleció en 1466, y le sucedió en el trono ducal su hijo mayor, Vladislav Hercegović. En 1482 fue sometido por las fuerzas otomanas dirigidas por el benjamín de la familia, su hermano menor Hersekli Ahmed Bajá, que para entonces ya se había convertido al islam. Herzegovina se integró en el Imperio otomano como provincia (sanjacado) del estado (bajalato) de Bosnia.
Esteban fundó el monasterio serbio ortodoxo de Zagrađe cerca de la capital de su señorío, sita en Herceg Novi, en el moderno Montenegro, y el de Savina, erigido también cerca de Herceg Novi.